# Leptobrachella baluensis
Leptobrachella baluensis är en groddjursart som beskrevs av Smith 1931. Leptobrachella baluensis ingår i släktet Leptobrachella och familjen Megophryidae. IUCN kategoriserar arten globalt som sårbar. Inga underarter finns listade i Catalogue of Life.